# M8高速公路 (英國)
M8高速公路是蘇格蘭最繁忙的高速公路，連接蘇格蘭最大的城市格拉斯哥和首府愛丁堡，並且沿途可達利文斯通、佩斯利和北拉納克郡城市群。M8高速公路全長60英里，不包括格拉斯哥郊區的Baillieston和Newhouse之間6英里（10公里）的間隙。M8高速公路的塞車現象比較突出，尤其是格拉斯哥市中心一帶。
位於Langbank到Baillieston之間的路段是歐洲E05公路的一部分，而位於Newhouse到愛丁堡之間的路段則是歐洲E16公路的一部分（歐洲高速公路位於英國境内的所有路段均未被標識）。  

## 路線

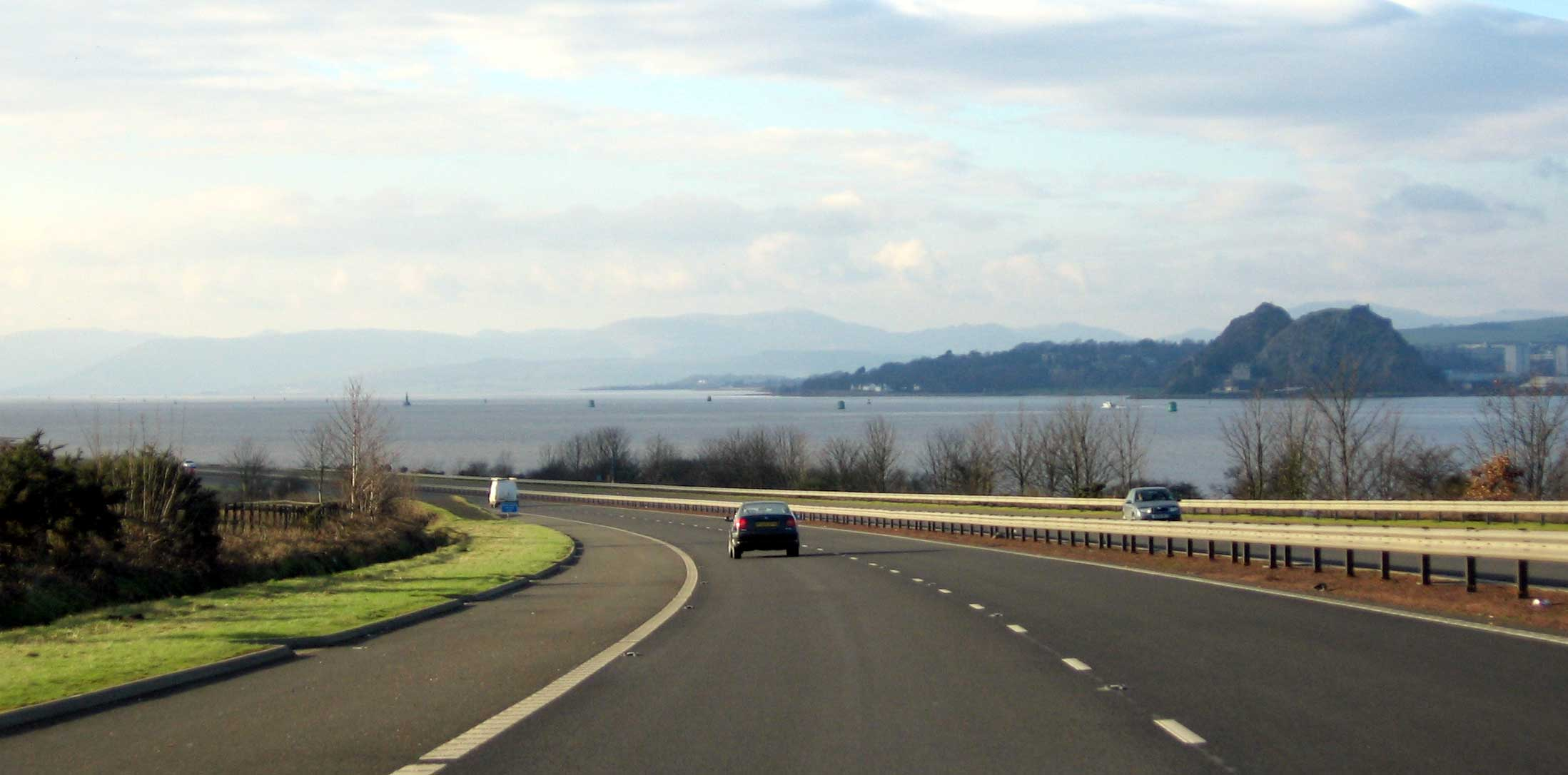
克萊德河沿岸的M8高速公路。

M8高速公路從愛丁堡市旁道（City of Edinburgh By-pass）往西和M9高速公路相接。接著它穿越蘇格蘭中部的人口密集區。在進入格拉斯哥市邊界（M73高速公路交叉路口）之後，依次通過格拉斯哥Barlanark、Riddrie等四個區，直接通往格拉斯哥市中心。然後它跨過克萊德河向西經過Kinning Park、Bellahouston和希靈頓。離開格拉斯哥市以後，公路繼續向西繞過Renfrew和佩斯利，接著到達格拉斯哥國際機場。M8高速公路的終點是位於格林諾克以東大約10英里（16公里）處的Langbank。